# 北海光华华文小学
北海光华国民型华文小学（简称SJK (C) Kwang Hwa）是马来西亚威北县北海的一所国民型华文小学，于1936年成立。

## 历史

### 1936－1945
太平局绅士王振誉氏等创办時代学校，聘王剑霞氏掌校。日军侵占马來亚，時代学校与崇毅学校停办。日本投降后，地方人士极力推动复校工作，将時代学校与崇毅学校合拼，易名为光华学校，仍委任王剑霞氏主持校政，当時学生仅一百二十七人，教师三位。

### 1946－1955
学生人数增加，成立第一学期建不交委員会，兴建三间教室。学生人数又增加，成立第二期建校委員会，扩建兩间教室。成立第三期建校委員会。在于1955年购买了校地二英亩余。

### 1956－1965
第三期建校委員会购买校地近三亩及改建前校舍。1956年11月政府为普及数育，发功［火炬运动］学生人数激增，逐组织第四期建校委会，众推董事长陳炳裕氏兼任主席，黃索春，黃世扁二位先生為副主席，州议員彭如德先生為总务，倪輝铁先生为財政，王剑霞校长為文书，其他热心人士為委員，共肩建校重任。光华小学在彭如德先生等争取之下，由政府方面得到北海飞凤社地产貳万壹仟元，同年举办娛乐市，获損款壹万壹仟左右。在1959年新建八间教室及厠所一列。王剑霞校長因年老多，在1961年宣告退休，渠执掌光华垂二十余年，毕生精力已貢献于教育，诚令人敬佩。学校也接受政府津贴，董事部聘倪子仲校长主持校政，学生人数八百余名。惠蒙国会议员陈请美氏代向政府申请建校辅助金兴建第一座礼堂，食堂，教室三间等。1964年农历正月初一恭请槟州首席部长拿督王保尼主持新礼堂开幕典礼和举办娛乐市筹款。

### 1966－1975
1966年的学生人数达到1,500余名。这使建委会决定扩建校园，并向社会人士作滁伯之呼，增购校地大百多方尺作为运动场所。建筑双层教壑八间沒厕所。1967年11月4日恭请教育部长基尔·佐哈里主持新教室落成典礼，同時举行一图工教具展览会及游艺会。1971年，学生人数已达2071人。学校再接再厉组织第五期建校委員会，仍推举董事长陈俩欲氏为建委会主席，推举黃荣春，黄世扁，陈亚操，李金金倉诸热心人士与副主席，彭如德氏为总务，司徒请氏为財政，魏松坚氏为募捐主任。自发动捐款似来深耳社会人士热烈支持，蒙国会议員陈溝美氏向政府申请得建校辅助金增建新教室十六间。1972年2月26日恭请陈清美氏为新教室主持奠基典礼。连同以前八间教室构成座三层楼大厦。1973年农历正月初至初六举办盛大娛乐市，籍以等募新建礼堂达三十尺，内设兩座羽球场，舞台宽敞兼有男女演員化妆室，洗手间等设备完善。建委会定于6月15日恭请副教育部长陈声新先生主持新礼堂开昦典礼。

### 1976－1985
出版《北海光华学校建纪念特刊》，10月9日举行创校四十周年纪念恳亲游艺晚会。1977年，学校设立冷气图书馆，同时扩建食堂及维修校园篱笆。1978年7月1日学校学生百人乐队于北海市政局大操场举行成立典礼。1979年2月28日倪子仲校长光荣退休。倪校长自1962年接掌光华校政时校舍简陋,经过倪校长精心策划，与董事部建委会诸贤达并肩合作，共同推动光华校务之发展，前后多次发动筹款增建课室增购校地，建设礼堂；幷领导全校教职员整顿校政，提高教学水准，以优良成绩提高校誉。在3月1日 ,教育部委派林怀龙校长接掌光华校政,委任杨允添医生及郭志国医生为义务校医,于1980年底学校重新粉刷大礼堂，井主办全槟州华校男女幼童军大集会。学校董事部于1981年成立筹款委员会，拟定计划，举行盛大游艺晚会，筹募发展基金，修建学生厕所及篮球场，改建脚踏车亭，并建设砖墙铁枝篱笆等。1984年，学校建设一座三层楼与大礼堂之鋼骨水泥走廊。在1985年成立第六期学校建校委員会以身作則，率先捐献巨资因此登高一呼, 万山回响。数月之间，筹款30余万元。7月27日 ，家教协会与校友会联办《光华行》，蒙全校学生家长热烈响应，社会人士大力支持，筹得建校基金10万零五干元。当年威北各街区庆祝中元节，节约酬神費捐献予学校三万余元，全部筹款总数共达四十余万元。北海光华小学是马来西亚学生人数最多的华文小学之一。1980年学生人数曾增加到3406名。虽然受到教育局的严格控制，但光华小学学生人数直到1994年前都保持在3千多名的数目。

### 1986－1995
增建第二座三层楼新校舍共十八间教室与食堂宣告建设完，新校舍于6月1日恭请学校名誉董事长兼第六期建委会募捐主任郭忠辉先生主持动土典礼，并于同年7月19日恭请董事长兼第六期建委会主席陈炳裕先生主持奠基典礼。1987年扩建三层楼新课室及新礼堂落成启用。1989年10月18日槟州行政议员峇眼惹玛议员石清霖移交首相批准持别津贴金十万元.充为学校扩建三层楼新校舍基金。礼聘郭谢百科药房为本校第三位义务校医。12月20日， 呈涵向槟城州政府申校土地充当学生运动场。1990年5月6日成立光华学校陈炳俗奖学金，选举彭如德为董事长。7月15日补选彭如德为第六期建校委員会主席。9月17日恭请时任马来西亚交通部长林良实为学校扩建三层楼新课室主持开幕典礼。1991年4月21日成立第七期建校委員会。5月20日威北土地局来函批准学校之申请将校后录792及793之部分土地充为学校运动场。10月24日,学校名誉董事长,建委会副主席兼校友会会长黄卿强主持第三座三层楼新校舍兴工破土典礼,开始兴建一座三层十八间新课室。学校学生合唱团荣获全国童声合唱比冠军。在吉隆坡太阳录音中心制卡式录音带。国内贸易及消费人事务部政务次长石清霖医生为学校主持发售合唱团录音带推展礼。马来西亚广播电台播放该校合唱团录音带所录歌曲。第七建校委员会改建学校单层小礼堂为三层楼行政楼。1992年1月2日，学校建设校后草场35740方尺落成启用。菫事长兼建委会主席彭如德主持第三座三层楼新校舍奠基典礼。而9月4日，第一次在本校草场举行运动会。1993年教育部长寄来石清霖医生前所宣布之建校津贴五万元。7月1日，名誉董事长兼建校委員会副主席蔡振隆主持三层行政大楼兴工动土典礼。10月8日，囯内贸易及消費人事务部政务次长石清霖医生国内为学校第三座三层楼新校舍主持开幕典礼。12月18日，威北威中县教育局颁发最杰出华文小学奖予该校。1994年行政楼建设完成。图书馆及教师办公室迁入新行政楼. 学校学生受邀请到槟城广播电台录音。5月30日及31日大马广播电台播放学校学生[展献才华]节目。6月15日，恭请槟城首席部长许子根为学校新行政楼主持开幕典礼。7月4日林怀龙校长光荣退休。林怀龙校长执掌光华校政长达15年，毕生精力皆贡献于教育，坚守岗位实在难能可贵。林怀龙校长精心策划不论在学术领域，课外各种比赛或运动方面，都有特出的表现，获得辉煋的成绩。林怀龙校长退休后，教育局委派林荣成校长出掌光华学校。

### 1996－2005
1999年4月11日董事联合家教协会及校友会成立筹募学校发展基金工委会幷定8目15日在校园首次办义卖会,目标为二十万令吉。经过三大机构的努力,共筹获三十四万三干两百八十四令吉,远远起出筹委会目标。2001年，林荣成校长光荣退休。林荣成校长执掌光华校政长达八年，把最宝贵的时光奉献予光华学校 ,将学校的发展和校誉推向更高的境界。林荣成校长退休后，教育局委派林洛溶校长接任执掌光华学校。林洛溶校长学问渊博，精通中英巫文，学校行政经验丰富,与董事部、家教协会及校友会合作无间，共同发展校务。2003年，学校三大机构成立筹募发展基金工委会，议决举办第二次义卖会及[光华火炬行]，筹募学校开销经费及提升学校设备。获得社会热心人士及学生家长的热烈响应支持，总共筹获46万5干令吉。董事会进行提升及维修学校礼堂 . 装置空调冷气设备。为了达致現代管理目标及提高行政效績,学校于2004年积极推行学校行政电脑化及图书馆电脑化管理系统。

## 历任校长
| 校长          | 任职年份 | 退位年份 |
| ------------- | -------- | -------- |
| 王剑霞 (已故) | 1936年   | 1961年   |
| 倪子仲 (已故) | 1961年   | 1979年   |
| 林怀龙        | 1979年   | 1994年   |
| 林荣成 (已故) | 1994年   | 2001年   |
| 林洛溶        | 2001年   | 2017年   |
| 曾素红博士    | 2018年   | 2021年   |
| 李巧鸾        | 2021     | 至今     |